# Бабин Мост
Бабин Мост (алб. Babimoc) је насељено место у општини Обилић на Косову и Метохији. Налази се на километар и по североисточно од реке Лаб, са десне стране пута Приштина—Косовска Митровица, у подножју Копаоника. Збијеног је типа, има осмогодишњу школу и православну цркву. Атар насеља се налази на територији катастарске општине Бабин Мост површине 803 ha.

## Прошлост села
Помиње се у турском попису Области Бранковића 1455. године као Бабинос са 33 српске куће и попом Радивојем. Бенедикт Курипешић, аустријски путописац, на путу из Цариграда преноћио је 13. јануара 1530. године у селу „Бабинос на Косову пољу“. Забележено је више Срба приложника из овога места у Девичком катастиху између 1779. и 1789. године.
Црква Богородичиног покрова подигнута је на основама старе цркве-маузолеја коју је, по предању, после Косовске битке изградила кнегиња Милица над моштима изгинулих јунака. Покренута је 1925. године акција скупљања прилога за градњу храма. Од те старе цркве био је остао део олтарског простора, па су мештани 1927. године доградили храм. Године 1984. дозидан је нови олтарски простор у који је уклопљен стари. Поред старе цркве-маузолеја са моштима косовских јунака, после Првог светског рата сахрањене су кости српских ратника који су ослободили Косово 1912, односно 1918. године.
Бабин Мост је 1924. био "једна од највећих и најуређенијих колонија на Косову". Две године раније ту су биле две-три бедне кућице на брзину подигнуте, а остали насељеници су били у мрачним и влажним земуницама. Поред сеоске школе је била механа; то су биле две најимпозантније зграде у месту. Насељеници су били из Срема и Црне Горе.
Пред црквом и парохијским домом је 1989. године постављена мермерна Трпеза кнеза Лазара, на месту на коме се претпоставља да је била Кнежева вечера уочи Косовске битке 1389. године. Већина српског становништва је након 1999. године остала без посла, само је Електропривреда из Обилића отпустила 450 радника из овог места, што само убрзава њихово исељавање.
Албанци су имали своје народне скупштине код гроба (турбета) султана Мурата у Бабином Мосту. (турбе је поред села Лазарево).

## Насеље данас
У Бабином Мосту се налази Основна школа „Милан Ракић“, са око стотинак ђака, амбуланта за примарну здравствену заштиту и неколико продавница. Сеоски путеви су асфалтирани. Село има још око 120 домаћинстава. Део Срба мештана бави се пољопривредом, а вишак производа продају. Имају плодно земљиште и доста приноса, производе се: житарице, воће, поврће. Имају проблема са организованим откупом производа. Једина доступна тржишта су северни део Косовске Митровице и Грачаница.
Од 1999. године српски део Бабиног Моста, одвојен је од пута Косовска Митровица—Приштина, високим бетонским зидом, који су тада поставили норвешки припадници КФОР-а, како би заштитили свој пункт и мештане од рафала аутоматског оружја испаљиваних од стране униформисаних лица и цивила, који су се на тај начин забављали док су колима пролазили поред села.

## Порекло становништва по родовима
Подаци о пореклу становништва из 1935. године.
Српски родови
- Ђокићи (12 кућа, Св. Ђорђе Алимпије). Из Калудре у Топлици, одакле су избегли „од крви“, доселили се у косовско село Бариљево. Ту су, поред Срба, затекли и Арбанасе, па се, због свађе с њима, иселе у Бабин Мост око 1800. Појасеви у 1935. од пресељења из Бариљева: Ђока, Живко, Лаза, Станко, Богдан (48 г.). Оснивачи су села.
- Ковачани (2 к., Св. Врачи). Доселили се из Ковачице (Копаоничка Шаља) одмах за Ђокићима.
- Бошковићи (8 к., Св. Андреја). Повукли су се из Борчана (Копаоник, северно од Шаље) „у Карађорђево време“, јер су Арбанаси на планини, због буне у Србији, чинили велики зулум. – При досељењу су у селу затекли Ђокиће, Ковачане и кућу неког Арбанаса Азема Дуана, чији се род доцније затро. Појасеви у 1935. од досељења: Бошко, Јован, Петко, Благоје (78 г.).
- Цураци (4 к., Св. Агатоник). Преселили се из Бакшије, после Бошковића. Пре тога су живели у Трудни. Старином су од Пећи.
- Живанићи (2 к., Св. Никола). Доселили се из Вучитрна, после Цурака.
- Мићолци (7 к., Св. Ђорђе Алимпије). Досељеници су непознатог порекла из средине 18. века. „Скитали“ по многим селима, те им је далека старина непозната.
- Тонићи (1 к., Св. Никола). Преселили се око 1875. из Бакшије. Једна кућа овог рода се по ослобођењу од Турака вратила у Бакшију на своју старину.
- Дробњаци (3 к., Ђурђевдан). Доселили се у доба доласка мухаџира из истоименог рода у Слаковцу. Куће су им биле у тадашњем слаковачком засеоку а садашњем селу Куновику.
- Ађанчићи (2 к., Св. Ђорђе Алимпије). Преселили се из Ада око 1880.
- Ристићи (5 к., Св. Стефан). Досељени из истоименог рода у Раскову 1902, одакле су избегли од мухаџирског зулума, напустивши чак и купљену земљу.
- Мижић (1 к., Св. Никола). Пресељен из истоименог стариначког рода у Бакшији.
- Шћепановић (1 к.). Досељен 1920. као колониста из Црне Горе, а потом нешто земље и купио.

Албански родови
- Алшић (6 к.), од фиса Бериша. Доселио се почетком 19. века са приштинског Голака, из села Јанакола. Појасеви у 1935. од досељења: Асан, Салија, Авдија, Идриз (70 година).

## Демографија
Насеље има српску етничку већину.
| Година       | 1948 | 1953 | 1961 | 1971 | 1981 | 1991 |
| ------------ | ---- | ---- | ---- | ---- | ---- | ---- |
| Становништво | 686  | 746  | 745  | 894  | 1077 | 1150 |

|  |